# Avenue Gambetta (Saintes)
Pour les articles homonymes, voir Avenue Gambetta.
L’avenue Gambetta est une voie de la commune française de Saintes, en Charente-Maritime. 

## Situation et accès
Située dans le prolongement du cours national, elle fait la jonction entre le quartier Saint-Pierre et le quartier Saint-Pallais.
Véritable épine dorsale de la ville, l'avenue Gambetta est ouverte à partir de 1852, marquant le début d'une campagne intensive d'urbanisation de la rive droite, jusqu'alors délaissée. Formant une promenade arborée dans le goût du Second Empire, elle est bordée d'immeubles en pierre de taille alternant avec des échoppes de type « bordelais » jusqu'au quartier de la Gare.
Axe majeur de la rive droite, l'avenue Gambetta accueille de nombreuses boutiques. Avec le cours national et la rue Alsace-Lorraine, elle concentre près de 60 % des commerces du centre-ville.
L'avenue Gambetta débute au niveau du pont Palissy et de la place Bassompierre et se termine au niveau de l'avenue de la Marne, à proximité de la gare.

## Origine du nom
Elle doit son nom à Léon Gambetta, ardent républicain, président du Conseil en 1881 après avoir occupé plusieurs ministères, en particulier au sein du gouvernement de défense nationale en 1870.

## Historique

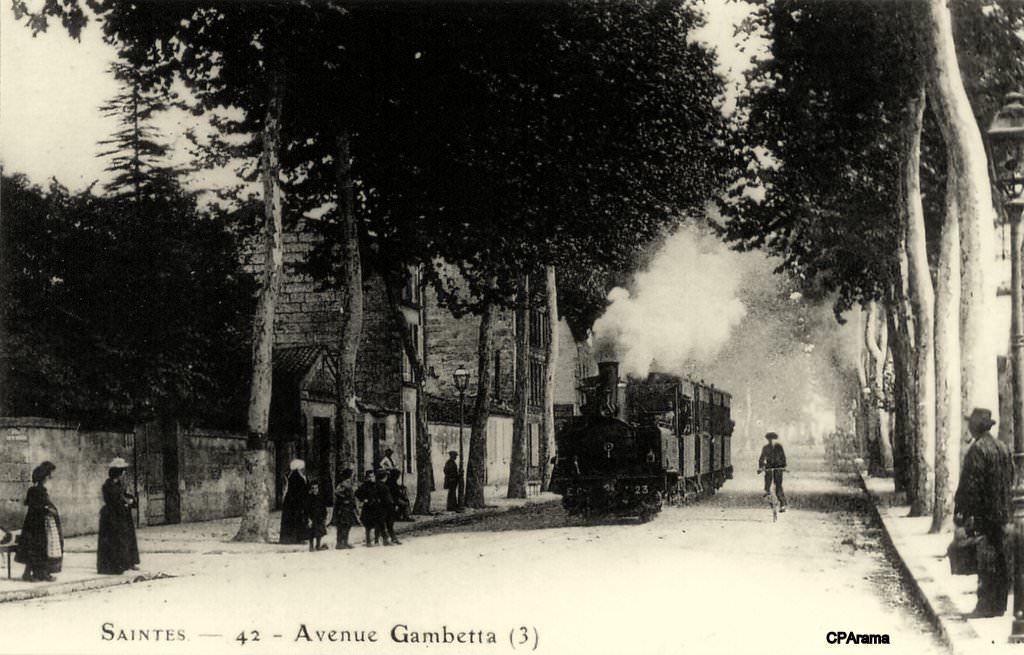

## Bâtiments remarquables et lieux de mémoire
L'avenue abrite un complexe scolaire datant de 1893, l'école Nicolas-Lemercier, qui s'inspire de l'architecture classique du XVIIe siècle.
Plus tardif, l'immeuble Bobrie, typique du courant rationaliste, est édifié en 1930 par l'architecte Pierre-Victor-Jean Brunel. Cette même année voit la création du cinéma « L'Olympia ».